# کنوانسیون بین‌المللی ایمنی جان اشخاص در دریا
کنوانسیون بین‌المللی ایمنی جان اشخاص در دریا یا سولاس (به انگلیسی: international convention for the Safety Of Life At Sea (SOLAS)) معاهده‌ای بین‌المللی است که هدف آن تعیین حداقل استانداردهای ساخت، تجهیز و راه‌اندازی کشتی‌ها با توجه به ایمنی آن‌ها است. این کنوانسیون مهم‌ترین معاهده بین‌المللی دریایی در مورد افزایش ایمنی در کشتیرانی است که نسخه اولیه آن در سال ۱۹۱۴ پس از حادثه کشتی تایتانیک تدوین شد. این معاهده به مرور زمان تکمیل شده و نسخه‌های متعددی از آن تدوین و به تصویب رسیده است. نسخه کنونی این کنوانسیون نسخه سال ۱۹۷۴ است که به عنوان سولاس ۱۹۷۴ شناخته می‌شود و از تاریخ ۲۵ می ۱۹۸۰ معادل ۴ خرداد ۱۳۵۹ اجرایی شده است.

## اعضا
تا تاریخ ۱۹ بهمن ۱۳۹۵ تعداد دولت‌های عضو این معاهده به ۱۶۳ کشور رسیده است که شامل حدود ۹۹٫۱۵٪ تناژ ناخالص ناوگان تجاری جهان می‌شود. جمهوری اسلامی ایران نیز پس از ترجمه، بررسی مفاد و فراهم‌سازی زمینه اجرای این کنوانسیون در سازمان بنادر و کشتیرانی، در سال ۱۳۷۳ به این کنوانسیون ملحق شد.

## بخش‌های معاهده
این کنوانسیون شامل فصول زیر است:
- فصل اول- مقررات اصلی
- فصل دوم- قسمت اول- ساخت و ساز- زیر مجموعه‌ها و تعادل، ماشین‌ها و تأسیسات الکتریکی
- فصل دوم- قسمت دوم- حفاظت، تشخیص و انهدام آتش‌سوزی
- فصل سوم- لوازم و تجهیزات نجات
- فصل چهارم- ارتباطات رادیویی
- فصل پنجم- ایمنی ناوبری
- فصل ششم- حمل کالاها
- فصل هفتم- حمل کالاهای خطرناک
- فصل هشتم- کشتی‌های هسته‌ای
- فصل نهم- مدیریت‌های مربوط به عملکرد امن کشتی
- فصل دهم- اقدامات ایمنی برای شناورهای تندرو
- فصل یازدهم- قسمت اول- اقدامات ویژه جهت بالا بردن ایمنی دریایی
- فصل یازدهم- قسمت دوم- اقدامات ویژه جهت بالا بردن امنیت دریایی
- فصل دوازدهم- اقدامات افزوده برای شناورهای فله‌بر
- فصل سیزدهم- تاییدیه شایستگی
- فصل چهاردهم- اقدامات ایمنی برای عملکرد کشتی‌ها در آب‌های قطبی